# Indianista (miłośnik Indian)
Indianiści – popularne określenie miłośników kultury  Indian, w Polsce kojarzonych zwykle z Polskim Ruchem Przyjaciół Indian (choć nie zawsze w praktyce związanych z PRPI). Utożsamiani często ze stosunkowo najliczniejszą w kraju grupą miłośników kultury materialnej Indian Wielkich Równin XIX w. Określani czasem błędnie jako „Polscy Indianie”.